# باشگاه فوتبال کریستین برادرز کادتس
تیم فوتبال مردان کریستین برادرز کادتت یک تیم فوتبال کالج دانشگاهی بود که از دهه ۱۸۷۰ تا ۱۹۱۰ نماینده کالج کریستین برادرز (که اکنون یک دبیرستان است) بود.

## افتخارات
- مسابقات ملی: ۱۶ قهرمانی[۱]
- بازی‌های المپیک: ۱ مدال نقره